# Uganda Bureau of Statistics
 O Uganda Bureau of Statistics ("UBOS") é uma agência do Governo de Uganda. Formada por uma Lei do Parlamento em 1998, a agência tem o objetivo de "coordenar, monitorar e supervisionar o Sistema Estatístico Nacional do Uganda".

## Localização
A sede da UBOS está localizada na Statistics House, na Rua 9 Colville, na Colina Nakasero, em Campala, capital de Uganda e maior cidade. Fica na esquina da Rua Colville e da Avenida Nilo. As coordenadas da Casa de Estatística são 0°18'58.0"N, 32°35'05.0"L (Latitude:0.316111; Longitude:32.584722).

## Visão geral
A agência é supervisionada pelo Ministério das Finanças, Planejamento e Desenvolvimento Econômico de Uganda. O UBOS é governado por um conselho de administração de sete pessoas. Seu escopo de trabalho inclui a realização de um censo nacional da população pelo menos uma vez a cada 10 anos. O último censo nacional foi realizado em agosto de 2014. O exercício custou uma estimativa de 75 bilhões de xelins ugandeses e criou cerca de 150 mil empregos temporários. A agência também publica pesquisas e previsões econômicas regulares, incluindo os valores mensais de inflação para o país.